# Kia Enterprise

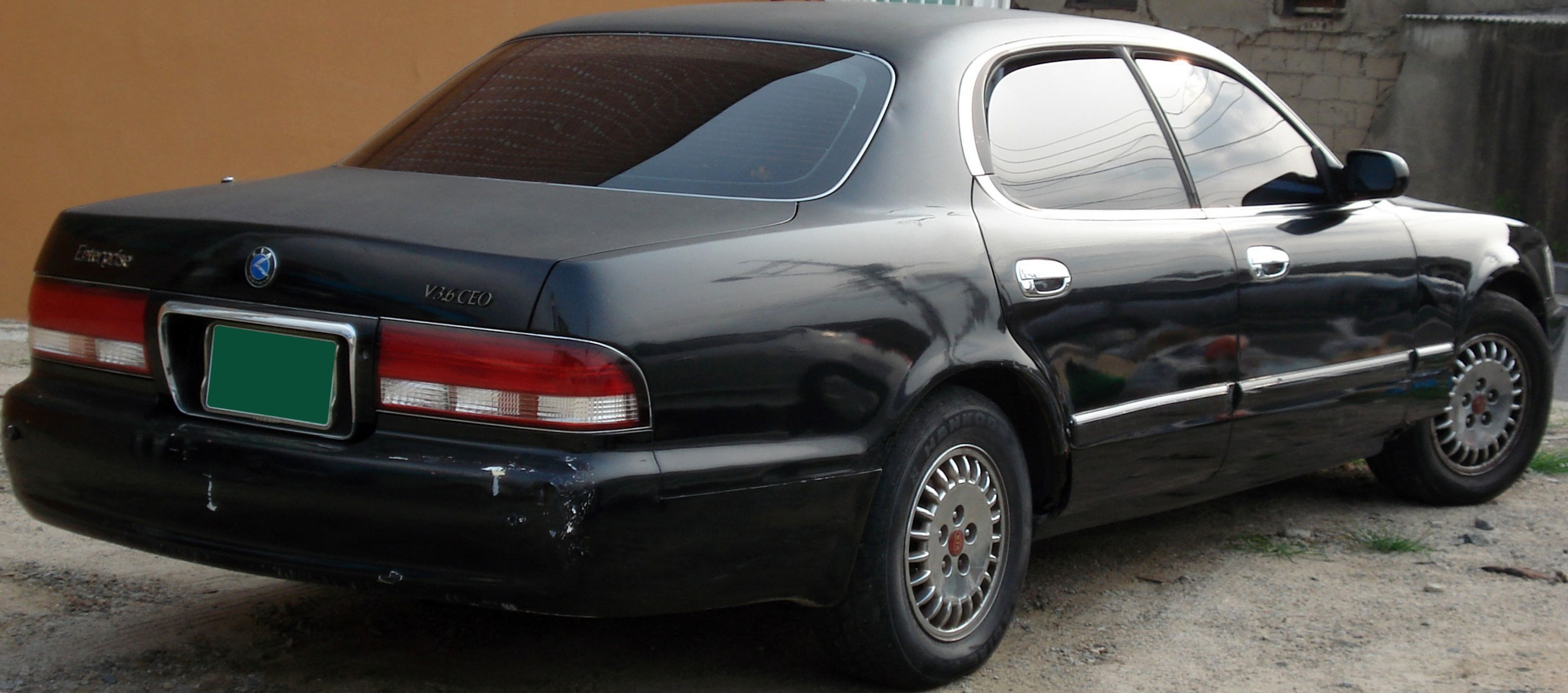
Kia Enterprise

Kia Enterprise ist ein Auto der oberen Mittelklasse des Herstellers Kia Motors, und der Nachfolger des Kia Potentia. Es handelt sich um einen Lizenzbau des Mazda Sentia HE. Als Antrieb kamen der Mazda 2,5-l-V6 der ersten Generation des Sentia, der 3,0-l-V6 mit 147 kW (200 PS) der zweiten Generation und ein Hyundai 3,6-l-V6-Ottomotor zum Einsatz. 
Anfang 2003 wurde das Modell durch den Kia Opirus abgelöst.